# 水谷美月 (女優)
水谷 美月（みずたに みづき、1983年8月30日 - ）は、日本の女優・モデル・リポーター。元宝塚歌劇団月組の男役。
愛知県小牧市、椙山女学園高等学校出身。身長171cm。血液型B型。愛称は「みー」、「みづき」。
宝塚歌劇団時代の芸名は瑞羽奏都（みずは かなと）。

## 来歴
1997年、国民的美少女コンテストファイナリスト。
1998〜2000年、中学生日記生徒役で出演。
2002年、宝塚音楽学校入学。
2004年、音楽学校卒業後、宝塚歌劇団に90期生として入団。入団時の成績は24番。雪組公演「スサノオ／タカラヅカ・グローリー!」で瑞羽奏都として初舞台。その後、月組に配属。
2015年7月26日、「1789」東京公演千秋楽をもって、宝塚歌劇団を退団。
退団後は水谷美月と改名し、女優・モデル・リポーター等、多方面で活動を続けている。

## 宝塚歌劇団時代の主な舞台

### 初舞台
- 2004年4 - 7月、雪組『スサノオ』『タカラヅカ・グローリー!』

### 月組時代
- 2005年2月-5月、『エリザベート -愛と死の輪舞-』黒天使
- 2005年7月、梅田芸術劇場『Ernest in Love』召使い／農民
- 2005年9月-12月、『JAZZYな妖精たち』『REVUE OF DREMAS』
- 2006年2月-3月、バウホール『Young Bloods!!』いい男隊／ホスト
- 2006年5月-8月、『暁のローマ』『レ・ビジュー・ブリアン』
- 2006年10月、日生劇場『オクラホマ!』デューク
- 2007年1月-4月、『パリの空よりも高く』新人公演：フランチー（本役：光月るう）『ファンシー・ダンス』
- 2007年5月、バウホール『ハロー!ダンシング』
- 2007年8月-11月、『MAHOROBA』『マジシャンの憂鬱』新人公演：スカローシ(本役：星条海斗)
- 2008年1月、バウホール『ホフマン物語』テオドール
- 2008年3月-7月、『ME AND MY GIRL』新人公演：ランベスキング（本役：桐生園加）
- 2008年9月、日生劇場『グレート・ギャツビー』
- 2008年11月-2009年2月、『夢の浮橋』新人公演：柏木（本役：美翔かずき）『Apasionado!!』
- 2009年5月-8月、『エリザベート』新人公演：ヒューブナー（本役：彩央寿音）
- 2009年10月-12月、『ラスト プレイ』新人公演：ベレッタ（本役：一色瑠加）『Heat on Beat!』
- 2010年1月-2月、中日劇場『紫子』志野正之『Heat on Beat!』
- 2010年4月-7月、『THE SCARLET PIMPERNEL』新人公演：メルシエ（本役：美翔かずき）
- 2010年9月-11月、『ジプシー男爵』新人公演：ヨシュカ（本役：光月るう）『Rhapsodic Moon』
- 2011年1月、バウホール『Dancing Heroes!』
- 2011年3月-5月、『バラの国の王子』青年『ONE』
- 2011年7月-10月、『アルジェの男』教会の男『Dance Romanesque』
- 2011年11月-12月、バウホール・日本青年館『アリスの恋人』
- 2012年2月-4月、『エドワード8世』ジョン・リース『Misty Station』
- 2012年6月-9月、『ロミオとジュリエット』
- 2012年10月-11月、全国ツアー『愛するには短すぎる』エリック『Heat on Beat!』
- 2013年1月-3月、『ベルサイユのばら-オスカルとアンドレ編-』衛兵隊士
- 2013年5月、梅田芸術劇場『ME AND MY GIRL』シモン
- 2013年7月-10月、『ルパン-ARSÈNE LUPIN-』『Fantastic Energy!』
- 2013年11月-12月、全国ツアー『JIN-仁-』ジャン・ルロン『Fantastic Energy!』
- 2014年1月、梅田芸術劇場『風と共に去りぬ』ジョージ
- 2014年3月-6月、『宝塚をどり』『明日への指針 -センチュリー号の航海日誌-』『TAKARAZUKA 花詩集100!!』
- 2014年7月-8月、日本青年館・ドラマシティ『THE KINGDOM』ブラッドリー／ドクター・バーナード
- 2014年9月-12月、『PUCK』ジャスパー卿『CRYSTAL TAKARAZUKA-イメージの結晶-』
- 2015年2月-3月、中日劇場『風と共に去りぬ』ジョージ
- 2015年4月-7月、『1789 -バスティーユの恋人たち-』マネロン 退団公演

## 宝塚歌劇団退団後の主な活動

### テレビ
- 関西テレビ『スペシャルドラマ・黒蜥蜴』アシスタント役（2015年12月22日）
- J:COM YY船橋習志野『デイリーニュース・地元グルめぐり』
- とちぎテレビ『高校野球ハイライト』アシスタントMC（2017,2018年7月）
- JLC『坂上忍のボートレースに乾杯』[4]＃32（2019年4月）
- JLC『BOAT RACE TIME』[5]キャスター（2019年7月～2020年4月）
- フジテレビ『痛快TVスカッとジャパン2時間SP』緑川優子役（2019年12月9日）
- QVC 『アルピナマダム(Alpina madam)』 モデル（2020年5月）

### 舞台
- 2018年5月『レジェンドたちのシャンソン』（ヤマハホール）
- 2018年12月『名曲をあなたとともに』（ヤマハホール）
- 2019年1月『BASARA外伝～KATANA 虹の話ー銀杏ー』（紀伊國屋ホール）獅子王役
- 2019年4月～5月『レビュー・ニッポン モダンタイムス』（イイノホール）